# سياسة قطر
سياسة قطر دولة قطر هي دولة مستقلة ذات سيادة حكمها آل ثاني منذ القرن التاسع عشر. حصلت قطر على استقلالها في الثالث من شهر سبتمبر من عام واحد وسبعين (1971)، والأمير الحالي هو تميم بن حمد آل ثاني وهو الحاكم التاسع في تسلسل الأسرة التي حكمت البلاد.
بعد تولي الشيخ حمد بن خليفة آل ثاني زمام الأمور في دولة قطر تم توثيق وتقوية العلاقات مع دول الاتحاد الأوروبي ومع الولايات المتحدة الأمريكية.
في الخامس من أغسطس لعام2003، وافق أمير قطر على تنازل الشيخ جاسم بن حمد آل ثاني عن ولاية العهد لصالح أخيه الشيخ تميم بن حمد آل ثاني وتم تعينه وليا للعهد قام الأمير بتعيين الشيخ عبد الله بن خليفة آل ثاني رئيسا للوزراء عام ستة وتسعين (1996)، وفي العام نفسه أيضا تم تعيين الشيخ محمد بن خليفة آل ثاني في منصب نائب رئيس الوزراء.
وفي عام 2007 عين الشيخ حمد بن جاسم بن جبر آل ثاني رئيساً للوزراء.
ومجلس الوزراء والذي تم تشكيله بناء على مرسوم أميري هو السلطة التنفيذية العليا في البلاد، فيما يصادق الأمير على جميع القوانين والتشريعات.
وللبلاد أيضا مجلس للشورى يتألف من خمسة وثلاثين عضوا حيث يقوم ببحث الشؤون السياسية والإدارية والاقتصادية التي يحيلها إليه مجلس الوزراء.
تم تشكيل مجلس الشورى أول مرة عام اثنين وسبعين (1972).
والسلطة القضائية بفروعها تباشرها المحاكم والنيابة العامة، وينظم أمور القضاء مجلس أعلى للقضاء يعمل باستقلالية تامة.
كما تم تشكيل لجنة عليا مؤلفة من اثنين وثلاثين عضوا في عام تسعة وتسعين لصياغة مسودة دستور جديد ودائم للبلاد يكون أحد أهم بنوده إنشاء برلمان منتخب وقد جرى استفتاء عام عليه.
وفي نهاية عام الف وتسعمائة وتسعة وتسعين (1999)، شكل الأمير مجلسا وزاريا أعلى عهد إليه بدراسة تخطيط النمو الاقتصادي والصناعي للبلاد في المستقبل في ضوء التوجهات العالمية.
من بين هيئات ومؤسسات الدولة الرت في قطر ولأول مرة انتخابات للمجلس البلدي المركزي، وكان ذلك حدثا تاريخيا باعتبار أن تلك الانتخابات كانت تمثل أولى خطوات البلاد نحو الديموقراطية بمفهومها المدني.
وقد تم تقسيم قطر إلى تسعة وعشرين دائرة انتخابية بناء على اعتبارات تتعلق بالكثافة السكانية والأهمية الاقتصادية..وغيرها. حيث يمثل المجلس البلدي المركزي جميع تلك الدوائر بواقع عضو واحد عن كل دائرة.

## السلطة التنفيذية
- الأمير حمد بن خليفة آل ثاني 27 يونيو 1995 - سابقاً
- رئيس الوزراء حمد بن جاسم بن جبر آل ثاني 3 أبريل 2007 - سابقا

في قطر، وحكم آل ثاني (ال ثاني) واصلت الأسرة في تولي السلطة بعد إعلان الاستقلال في عام 1971. رئيس الدولة هو الأمير، ويتم تمرير الحق في الحكم على قطر داخل أسرة آل ثاني. سياسيا، وقطر يتطور من مجتمع تقليدي إلى دولة الرفاهية الحديثة. وقد وضعت الادارات الحكومية لتلبية متطلبات التقدم الاجتماعي والاقتصادي. القانون الأساسي لقطر 1970 العادات المحلية مؤسسية متجذرة في التراث الإسلامي المحافظ في قطر، ومنح السلطة أمير بارزة. ويتأثر دور صاحب السمو أمير البلاد من تقاليد التشاور المستمر، وسيادة بتوافق الآراء، وحق المواطن في الاستئناف شخصيا للأمير. الأمير، بينما مسؤول مباشرة إلى ما لا يمكن لأحد، لا تنتهك الشريعة (القانون الإسلامي)، وعمليا، يجب النظر في آراء وجهاء الرائدة والمؤسسة الدينية. وكان الطابع المؤسسي موقفهم في مجلس الشورى، وهو هيئة يعين الأمير الذي يساعد في صياغة السياسات. ليس هناك نظام انتخابي. والأحزاب السياسية محظورة.
وقد أدخلت تدفق المغتربين العرب الأفكار التي تشكك في عقائد المجتمع القطري التقليدي، ولكن لم يكن هناك تحديا خطيرا لحكم آل ثاني.
في شباط عام 1972، عزل حاكم ونائب رئيس الوزراء الشيخ خليفة بن حمد، ابن عمه، الأمير أحمد، وتولى السلطة. وقد أيد هذا التحرك من جانب أعضاء بارزين من آل ثاني واحتلت المركز دون عنف أو علامات الاضطراب السياسي.
يوم 27 يونيو، 1995، ونائب حاكم المخلوع الشيخ حمد بن خليفة آل خليفة والده الأمير في انقلاب غير دموي. الأمير حمد والده التوفيق في عام 1996. زيادة حرية الصحافة تلت ذلك، ويعتبر على نطاق واسع ومقرها قطر لقناة الجزيرة الفضائية قناة (التي تأسست أواخر عام 1996) كمثال على حرة وغير خاضعة للرقابة مصدر للأخبار في البلدان العربية [بحاجة لمصدر]

## الجمعية الاستشارية
مجلس الشورى (مجلس الشورى على النحو) لديها 35 عضوا يعينهم بمهام استشارية فقط. انها ليست منتخبة، بل هي ليست ديمقراطية. ومع ذلك، فإن دستور 2003 في قطر يدعو لانتخاب 45 عضوا المجلس التشريعي، الذي من المقرر أن تتكون من 30 ممثلا منتخبا و15 يعينهم الأمير. في عام 2006، ورئيس الوزراء آل ثاني—نائب رئيس الوزراء ثم—أعلن أن الانتخابات ستجرى في عام 2007.

## الأحزاب السياسية والانتخابات
قطر تدعي أنها تتحول إلى نظام ملكي دستوري،[بحاجة لمصدر] ولكنها لا تسمح للأطراف سياسية ولا إجراء انتخابات على المستوى الوطني حتى الآن.
ويقتصر التصويت حاليا في الانتخابات البلدية، وتعيين سن الاقتراع ب 18 عاما. ومنحت المرأة حق التصويت فعالة لانتخابات 2011 البلدية. يتم استبعاد السكان المغتربين، وكذلك عدد كبير من السكان الذين منعوا من التقدم بطلب للحصول على الجنسية. وانتخب المجلس البلدي ليس لديه صلاحيات تنفيذية ولكن قد تقدم المشورة للوزير.

## النظام القانوني
قطر لديها نظام التقديرية للقانون التي يسيطر عليها الأمير، على الرغم من ويجري تنفيذ القوانين المدنية، والقانون الإسلامي (الشريعة) مهم في المسائل الشخصية.

## العلاقات الخارجية
وكانت قطر أيضا من أوائل الأعضاء في أوبك وأحد الأعضاء المؤسسين لمجلس التعاون الخليجي (دول مجلس التعاون الخليجي). وهو عضو في جامعة الدول العربية.

## دور في المجتمع الدولي
بالإضافة إلى التسبب في اثارة في عالم الإعلام، وقطر أيضا لنفسها اسما على الساحة الدولية مع محاولتها العلامة التجارية نفسها كقوة عالمية محايدة السلمية. حققت أو أنها في طور تحقيق ذلك الهدف، من خلال العمل كوسيط وتعزيز السلام في المنطقة وخارجها، واتبع سياسة خارجية على الرغم من القرارات الاقتصادية.
وساطة
اعتبارا من عام 2011، شاركت قطر في جهود الوساطة في الصحراء الغربية، واليمن، والصراع بين إثيوبيا وإريتريا، وإندونيسيا، والصومال، واشتهر في دارفور ولبنان. بالإضافة إلى ذلك، وقد شمل قطر نفسها في مفاوضات عميقة بين السلطة الفلسطينية وحماس وفتح. يمكن أن يكون مبررا مشاركة دولة قطر في كل هذه الوساطات التي افتقارهم إلى أي علاقات القوى العظمى الوطنية والإقليمية واستراتيجيتهم الحياد جعله وسيطا غير منحاز في الصراعات. ويمكن تحديد موقفها غير منحاز من حقيقة أن دولة قطر هي الدولة الوحيدة في الشرق الأوسط التي مجدية بشأن العلاقة بدرجات مختلفة مع الولايات المتحدة وإيران وحزب الله وإسرائيل.
والمنظمات الدولية والمؤتمرات
واصلت قطر لتترك بصماتها في المجتمع الدولي بأنها أخذت على مزيد من الأدوار في مجال المنظمات الدولية. في عام 1997 استضافت قطر في الشرق الأوسط وشمال أفريقيا القمة، حيث تتم دعوة التمثيل الإسرائيلي. في عام 2001، خطت دولة قطر للمبادرة وعقد الاجتماع الوزارى لمنظمة التجارة العالمية إلى مزيد من المفاوضات التجارية، والمعروفة باسم «جولة الدوحة». وأبرزها، عقدت قطر مقعد انتخابهم لمدة سنتين في مجلس الأمن التابع للأمم المتحدة 2005-2007، وتعظيم تعرضها وترسيخ أهميتها في المجتمع الدولي.